# Yellow Pills
Yellow Pills é uma série de 4 coletâneas (segundo Joe Tangari, no Pitchfork) com músicas de power pop, lançadas pela Big Deal Records (USA) e Another Time Records (UK), de 1993 a 1997, completando 84 músicas ao todo. O texto sobre power pop do Allmusic comenta que, no início dos anos 90, as compilações da série Yellow Pills reuniram juntos os destaques desses músicos da época, assim como novos artistas que trabalharam no estilo. Durante o início e meados da década de 1990, esse grupo de músicos independentes e bandas de raiz power pop ganhou um pequeno, mas dedicado, culto seguidor nos Estados Unidos. Joe Tangari afirma que foi Jordan Oakes, autor de um fanzine com o nome Yellow Pills, quem organizou as 4 compilações; lançando, segundo o Discogs, uma outra compilação em CD duplo em 2004, intitulada Yellow Pills: Prefill, pelo selo Numero Group. Oakes se inspirou no nome Yellow Pills devido a uma canção lançada pelos 20/20, intitulada "Yellow Pills" (de acordo com a segunda parte da biografia deles).

## Yellow Pills - The Best of American Pop! Volume 1(1993)

### Músicas
1. Dwight Twilley – Remedies
2. Shoes – I Miss You
3. Adam Schmitt – Speed Kills
4. The Cowsills – Is It Any Wonder
5. 20/20 – Song Of The Universe
6. Enuff Z'nuff – Fingers On It
7. Devin Hill – Stars
8. The Critics – You Can't Lie
9. Jim Basnight – Rest Up
10. Chris Von Sneidern – Open Wide
11. The Spongetones – Skinny
12. The Rubinoos – The Girl
13. Tommy Keene – Disarray
14. Ken Sharp – Break Down The Walls
15. The Flashcubes – It's You Tonight
16. Elliot Kendall – No Romance Today
17. The Vandalias – Get To Know You
18. Whallop – When Is Your Dream
19. Buddy Love – Why Can't We Make Believe We're In Love?
20. Three Hour Tour – Love Sick Trip
21. Mark Johnson – I Like The World

## Yellow Pills - More of the Best of American Pop! Volume 2(1994)

### Músicas
1. Shoes – A Thing Of The Past
2. 20/20 – Nothing At All
3. Material Issue – Something's Happened to Catherine
4. Parthenon Huxley – Bazooka Joe
5. Brian Stevens and the Flip – A Little Bird Told Me So
6. The Sighs – Situations
7. Jim Basnight – Tonight
8. Randell Kirsch – Just Kidding
9. The Posies – Saying Sorry To Myself
10. The Nicoteens – You're Gonna Save Me
11. Kyle Vincent – Just A Matter Of Time
12. Gladhands – Sisters
13. Wondermints – Carnival of Souls
14. Redd Kross – Switchblade Sister
15. Bill Lloyd – There's A Lot Of Love In This Room
16. Chris Von Sneidern – Call Out My Name
17. Matthew Sweet – Bovine Connection
18. Lane Steinberg – Empty Boy
19. The Underground Cartoons – Head First
20. 20/20 – Watching The Headlights Burn
21. The Rubinoos – Stop Before We Start

## Yellow Pills - More Great Pop! Volume 3(1996)

### Músicas
1. Her Majesty's Buzz – Penelope Baker
2. Michael Guthrie Band – Do What You're Doing
3. Material Issue – The Problem With Jill
4. Brad Jones – The Blunderbuss
5. Martin Luther Lennon – Nobody I Know
6. John Wicks – Her Stars Are My Stars
7. The Finns – Sky Vue
8. John McMullan – Taking Me Somewhere
9. Gigolo Aunts – Weird Sister
10. Black & Blonde – Just In Time
11. The Greenberry Woods – You Know The Real
12. The Blow Pops – Pt. 1
13. Feet of Clay – Dear Prudence
14. Wonderboy – Skidmarks
15. Paul Collins' Beat – I've Always Got You On My Mind
16. The Scruffs – This Can't Go On
17. The Rock Club – Time Will Tell On You
18. Cherry Twister – Blue Summer
19. Something Happens – Be The One
20. Scott McCarl – Nobody Knows
21. Craig Pearman – Let's Take A Chance

## Yellow Pills - Volume 4(1997)

### Músicas
1. The Four O'Clock Balloon – Stood In The Rain
2. The Plimsouls – Playing With Jack
3. John Velora – Coming Home
4. Buzzard Meg – They're My Friends
5. Chris Von Sneidern – Circles
6. Wanderlust – I'm Not You
7. Joe, Marc's Brother – She's Gonna Be My Girl
8. David Grahame – I Love You Better
9. The Nines – I Would Never
10. The Pop Files – Carolina
11. Material Issue – I'd Wait A Million Years
12. John McMullan – The Thought Of Your Name
13. Andrew Gold – Love Tonight
14. Dan Markell – You Mighta Made The Sun
15. Jason Falkner – My Home Is Not A House
16. The Loud Family – Chicago And Miss Jovan's Land-O-Mat
17. Mod Lang – Jill
18. Anton Barbeau – Octagon
19. Richard Barone – Show And Tell
20. DM3 – Show You
21. Love Nut – If You Go Away